# رومانيا في الحرب العالمية الثانية

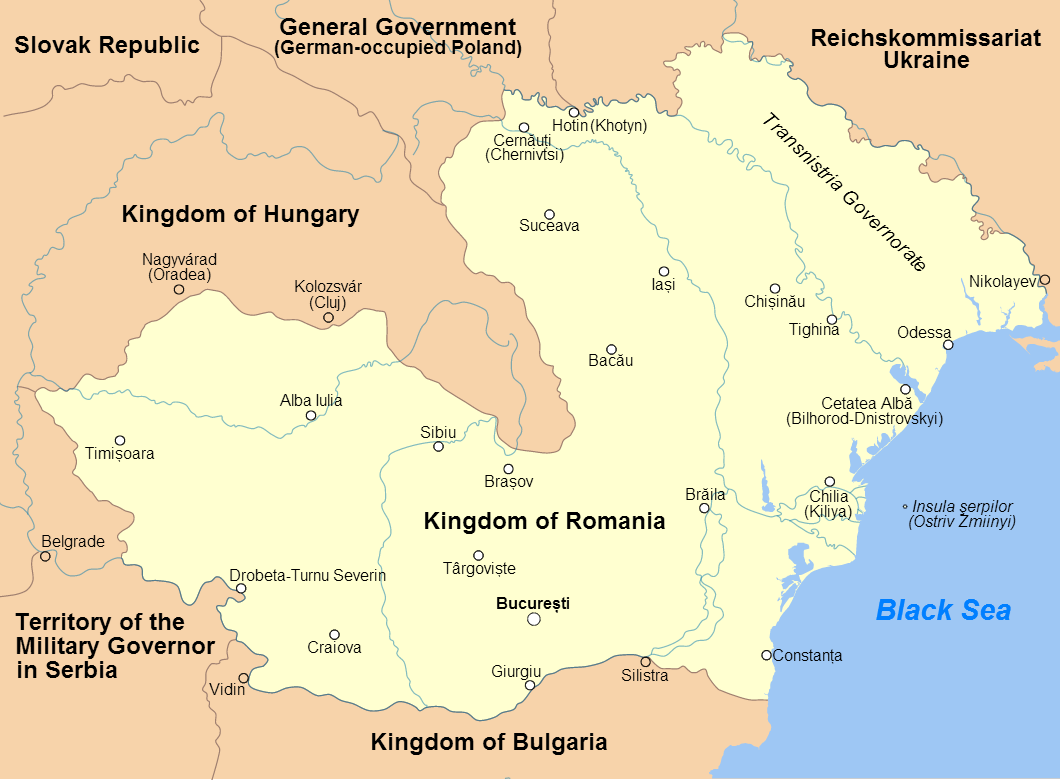

بعد اندلاع الحرب العالمية الثانية في 1 سبتمبر من عام 1939، اتخذت مملكة رومانيا في ظل حكم الملك كارول الثاني موقف الحياد رسميًا. مع ذلك، قوض الوضع المتغير بسرعة في أوروبا خلال عام 1940، بالإضافة إلى الاضطرابات السياسية الداخلية، هذا الموقف. ارتفعت شعبية القوى السياسية الفاشية مثل الحرس الحديدي وزادت سلطتها، وحثت على التحالف مع ألمانيا النازية وحلفائها. في الوقت الذي انهارت فيه الحظوظ العسكرية للضامنين الرئيسيين لسلامة رومانيا الإقليمية -فرنسا وبريطانيا- بعد سقوط فرنسا، لجأت الحكومة الرومانية إلى ألمانيا أملًا بالحصول على ضمان مماثل، غير مدركة أن هذه القوة الأوروبية المهيمنة آنذاك قد منحت موافقتها بالفعل على المطالبات الإقليمية السوفييتية في بروتوكول سري لميثاق مولوتوف-ريبنتروب (الاتفاق الألماني السوفييتي) لعام 1939.
في صيف عام 1940، حُلت سلسلة من النزاعات الإقليمية بطريقة غير مواتية لرومانيا، ما أدى إلى فقدانها لمعظم الأراضي المكتسبة في أعقاب الحرب العالمية الأولى. تسبب هذا الأمر في انخفاض شعبية الحكومة الرومانية، ما زاد من تعزيز الفصائل العسكرية والفاشية، التي انقلبت في النهاية على الحكومة محولةً البلاد إلى الدكتاتورية تحت حكم المارشال يون أنتونيسكو. وضع النظام الجديد البلاد على طريق دول المحور بشكل حازم، وانضمت رسميًا إلى قوى المحور في 23 نوفمبر من عام 1940. كعضو في المحور، انضمت رومانيا إلى غزو الاتحاد السوفييتي في 22 يونيو من عام 1941، حيث قدمت المعدات والنفط إلى ألمانيا النازية بالإضافة إلى إرسال قوات إلى الجبهة الشرقية أكثر من جميع الحلفاء الآخرين في ألمانيا مجتمعين. لعبت القوات الرومانية دورًا كبيرًا خلال القتال في أوكرانيا وبيسارابيا وستالينغراد وأماكن أخرى. كانت القوات الرومانية مسؤولة عن اضطهاد نحو 260,000 يهودي في المناطق التي تسيطر عليها رومانيا بالإضافة إلى مسؤوليتها عن المذابح المرتكبة بحقهم، على الرغم من أن معظم اليهود الذين يعيشون داخل رومانيا نجَوا من الظروف القاسية. وفقًا للمؤرخ والمؤلف مارك أكسوورثي، فإن الجيش الروماني هو جيش المحور الثاني في أوروبا على الأرجح، على الرغم من أن هذا الأمر موضع خلاف باعتبار أن الكثيرين يتفقون على أن الجيش الإيطالي هو من يستحق هذه الصفة.
بعد تحول الحرب ضد المحور، قصف الحلفاء رومانيا من عام 1943 حتى نهاية الحرب، وغزتهم الجيوش السوفييتية المتقدمة في عام 1944. مع الدعم الشعبي لمشاركة رومانيا في الحرب المتعثرة والجبهات الألمانية الرومانية التي انهارت تحت وطأة الهجوم السوفييتي، قاد الملك مايكل الروماني انقلابًا أطاح بنظام أنتونيسكو ووضع رومانيا في جانب الحلفاء لما تبقى من الحرب. أُعدم أنتونيسكو في يونيو من عام 1946. على الرغم من هذا الارتباط المتأخر بالجانب الفائز، فُكّكت رومانيا الكبرى إلى حد كبير، وفقدت أراضيها أمام بلغاريا والاتحاد السوفييتي، ولكن استعادت شمال ترانسيلفانيا من المجر.

## خلفية
في أعقاب الحرب العالمية الأولى، وسّعت رومانيا -التي حاربت مع قوات الحلفاء ضد دول المحور- أراضيها إلى حد كبير، وشملت مناطق ترانسيلفانيا وبيسارابيا وبوكوفينا، نتيجة للفراغ الناجم عن انهيار الإمبراطوريتين النمساوية الهنغارية والروسية. أدى ذلك إلى تحقيق الهدف القومي طويل الأمد المتمثل في إنشاء رومانيا الكبرى، وهي دولة قومية تضم جميع الرومانيين. ومع ذلك، تضمنت المناطق المكتسبة حديثا أيضًا أقليات كبيرة من الهنغارية والألمانية والبلغارية والأوكرانية والروسية، الأمر الذي وضع رومانيا على خلاف مع العديد من جيرانها. أدى هذا في بعض الأحيان إلى صراع عنيف تجسد بالحرب الهنغارية الرومانية وانتفاضة التتاربون. أنشأت رومانيا ويوغوسلافيا وتشيكوسلوفاكيا الوفاق الصغير في عام 1921 لاحتواء المطامع المجرية. في نفس العام، أبرمت رومانيا وبولندا تحالفًا دفاعيًا ضد الاتحاد السوفييتي الناشئ، وفي عام 1934، تشكلت منطقة البلقان مع يوغوسلافيا واليونان وتركيا، الذين كانوا مرتابين من بلغاريا. أصبحت رومانيا ملكية دستورية ديموقراطية نسبيًا تمتلك نظرة مؤيدة للغرب منذ أواخر القرن التاسع عشر، ولكن البلاد واجهت اضطرابات متزايدة في ثلاثينيات القرن الماضي نتيجة الكساد الكبير وصعود الحركات الفاشية وغيرها من الحركات اليمينية المتطرفة مثل الحرس الحديدي، الذي دعا إلى الإرهاب الثوري ضد الدولة. أعلن الملك كارول الثاني الاستبدادي على نحو متزايد «الدكتاتورية الملكية» في عام 1938 تحت ذريعة تحقيق الاستقرار في البلاد. تميز النظام الجديد بسياسات إيطاليا الفاشية وألمانيا النازية. بالتوازي مع هذه التطورات الداخلية، تسببت الضغوط الاقتصادية وردود الفعل الفرنسية البريطانية الضعيفة على سياسة هتلر الخارجية العدوانية في بدء رومانيا بالابتعاد عن الحلفاء الغربيين والتقرب من دول المحور.
في 13 أبريل من عام 1939، تعهدت فرنسا والمملكة المتحدة بضمان استقلال مملكة رومانيا. انهارت المفاوضات مع الاتحاد السوفييتي بشأن ضمان مماثل عندما رفضت رومانيا السماح للجيش الأحمر بعبور حدودها.
في 23 أغسطس من عام 1939، وقّعت ألمانيا والاتحاد السوفييتي معاهدة مولوتوف-ريبنتروب (الاتفاق الألماني السوفييتي). من بين أمور أخرى، اعترف هذا الاتفاق بـ«المصالح» السوفييتية في بيسارابيا (التي كانت تحكمها الإمبراطورية الروسية بين عامي 1812 و1918). توافقت هذه المصالح السوفييتية مع إشارة واضحة بوجود نقص في أي مصلحة ألمانية في المنطقة.
غزت ألمانيا النازية الجمهورية البولندية الثانية بعد ثمانية أيام. اختارت بولندا عدم تنفيذ تحالفها مع رومانيا لتتمكن من استخدام الجسر الروماني توقعًا منها بالحصول على المساعدة العسكرية من بريطانيا وفرنسا. بقيت رومانيا محايدةً بشكل رسمي، وتحت ضغط من الاتحاد السوفييتي وألمانيا، احتُجزت الحكومة البولندية الهاربة بعد أن عبر أعضاؤها الحدود البولندية الرومانية في 17 سبتمبر، ما أجبرهم على نقل سلطتهم بعد أن أصبحت الحكومة البولندية في المنفى. بعد اغتيال رئيس الوزراء أرماند تشيليسكو في 21 سبتمبر، حاول الملك كارول الثاني الحفاظ على الحياد عدة أشهر، لكن استسلام الجمهورية الفرنسية الثالثة وتراجع القوات البريطانية من أوروبا القارية أفقدا كل معنى للتأكيدات التي قدمتها البلدان لرومانيا.
في عام 1940، تم التراجع إلى حد كبير عن المكاسب الإقليمية التي حققتها رومانيا بعد الحرب العالمية الأولى. في يوليو، بعد الإنذار السوفييتي، وافقت رومانيا على التخلي عن بيسارابيا وشمال بوكوفينا (ضم السوفييت أيضًا مدينة هيرتسا، والتي لم تكن مذكورة في الإنذار الأخير). دُمج ثلثا بيسارابيا مع جزء صغير من الاتحاد السوفييتي لتشكيل جمهورية الاشتراكية السوفييتية المولدافية. وُزّع الباقي (شمال بوكوفينا والنصف الشمالي من مقاطعة هوتين وبوجاك) إلى الجمهورية الاشتراكية السوفييتية الأوكرانية. بعد ذلك بوقت قصير، تحديدًا في 30 أغسطس وبموجب منحة فيينا الثانية، توسطت ألمانيا وإيطاليا لإيجاد حل وسط بين رومانيا ومملكة المجر: حصلت المجر على منطقة يشار إليها باسم «شمال ترانسيلفانيا»، بينما ظلت «جنوب ترانسيلفانيا» جزءًا من رومانيا. فقدت المجر ترانسيلفانيا بعد الحرب العالمية الأولى في معاهدة تريانون. في 7 سبتمبر، بموجب معاهدة كرايوفا، تم التنازل عن دوبروجا الجنوبية (التي تنازلت عنها لصالح بلغاريا بعد الغزو الروماني أثناء حرب البلقان الثانية في عام 1913) تحت الضغوط الألمانية. سكنت هذه المناطق أغلبية الناطقين باللغة الرومانية على الرغم من الاستحواذ الحديث نسبيًا عليها (باستثناء دوبروجا الجنوبية)، لذلك اعتبرها الرومانيون ملكًا تاريخيًا لرومانيا، وحقيقة أن الكثير من الأراضي قد فُقد دون قتال. حطمت أسس قوة الملك كارول.
في 4 يوليو، شكل أيون جيغورتو أول حكومة رومانية تضم وزير حرس الحديد، هوريا سيما. كان سيما معاديًا للسامية بشكل صارخ وأصبح الزعيم الاسمي للحركة بعد وفاة كورنيليو كودرينو. كان أحد القادة اليمينيين المتطرفين البارزين الذين نجوا من الاقتتال الدموي وقمع الحكومة في السنوات السابقة.

## صعود أنتونيسكو إلى السلطة
في أعقاب الخسارة المباشرة لشمال ترانسيلفانيا في 4 سبتمبر، توحد الحرس الحديدي (بقيادة هوريا سيما) والجنرال (لاحقًا المارشال) يون أنتونيسكو في تشكيل «الدولة الفيلقية الوطنية»، التي أجبرت كارول الثاني على التخلي عن الحكم لصالح ابنه مايكل ذي الـ19 عامًا. ذهب كارول وعشيقته ماجدة لوبيسكو إلى المنفى، وانحازت رومانيا بقوة -على الرغم من النتائج غير المواتية للنزاعات الإقليمية الأخيرة- نحو دول المحور. أصبح الحرس الحديدي الحزب القانوني الوحيد في رومانيا كجزء من الصفقة. أصبح أنتونيسكو قائد الحرس الثوري الفخري، بينما أصبح سيما نائبًا لرئيس مجلس الوزراء.
خلال فترة حكمه، شدّد الحرس الحديدي التشريعات القاسية بالفعل المعادية للسامية، وسنّ تشريعات موجهة ضد رجال الأعمال من الأقليات، وخفف في بعض الأحيان من استعداد المسؤولين لتلقي الرشاوى، وانتقم من أعدائه. في 8 أكتوبر، بدأت القوات الألمانية بالعبور إلى رومانيا، وسرعان ما بلغ عددهم أكثر من 500 ألف جندي.
في 23 نوفمبر، انضمت رومانيا إلى دول المحور. في 27 نوفمبر، أُعدم 64 شخصًا من كبار الشخصيات أو المسؤولين السابقين على يد الحرس الحديدي في سجن جيلافا أثناء انتظار المحاكمة. في وقت لاحق من ذلك اليوم، اغتيل المؤرخ ورئيس الوزراء نيكولاي يورغا والخبير الاقتصادي فيرجيل مادغيرو، الوزير السابق في الحكومة.
لم يكن التعايش بين الحرس الحديدي وأنتونيسكو سهلًا على الإطلاق. في 20 يناير من عام 1941، حاول الحرس الحديدي تنفيذ انقلاب، جنبًا إلى جنب مع تمرد الفيلقيين ومذبحة بوخارست ضد اليهود. نجح أنتونيسكو في قمع الانقلاب في غضون أربعة أيام. اضطر الحرس الحديدي إلى الخروج من الحكومة. لجأ سيما والعديد من جنود الجيش إلى ألمانيا، وسُجن الآخرون. ألغى أنتونيسكو الدولة الفيلقية الوطنية، وأعلن بدلًا منها رومانيا «دولةً وطنيةً واجتماعيةً».